# Okiek (langue)
Ne doit pas être confondu avec Okiek (peuple).
L’okiek ou ogiek est une langue nilotique du groupe de langues kalenjin, parlée par les Okiek principalement au Kenya ainsi qu’en Tanzanie.